# Clash of Clans
Clash of Clans (slovensko: spopad plemen; spopad klanov) je brezplačna večigralska strateška videoigra. Izšla je 2. avgusta 2012 (iOS), na voljo pa je za prenos tudi na Google Play, kjer je izšla 7. oktobra 2013. Igro je izdal in jo vzdržuje Supercell.

## Opis
Izgled igre temelji večinoma na srednjem veku, igralec pa ima pogled iz ptičje perspektive. Ima vlogo "boga", saj se v igri ne pojavi neposredno sam, ampak le odloča o svoji vasi, vojski, razpolaga z dobrinami...
Vsak igralec ima svojo vas na ravnem travnatem polju, kjer postavlja razne obrambe (kot so topovi, možnarji - mortars, raketomete, zidove itd.). Vas vsebuje tudi rudnike (ki pridobivajo zlato), zbiralnike eliksirja, v bolj naprednih vaseh (z nadgrajeno mestno hišo) pa se najdejo tudi zbiralniki temnega eliksirja (Dark Elixir). Za vse tri je potrebno postaviti tudi rezervoarje. Večino zgradb v vasi se lahko tudi nagrajuje z zlatom, eliksirjem ali temnim eliksirjem, s čimer povečamo njihovo zmogljivost, točke zdravja (health), pri obrambi pa tudi škodo, ki jo pri nasprotniku naredijo (damage).
Poleg teh treh dobrin so v igri prisotni še dragulji (gems). Te se lahko pridobiva s podiranjem dreves ali ostalih ovir, ki sčasoma nastanejo, lahko pa se jih kupi tudi v trgovini z resničnim denarjem. Z dragulji lahko kupujemo ostale tri dobrine.
Vasi imajo tudi do 5 gradbenikov (builders), ki lahko gradijo ali nadgrajujejo zgradbe v zameno za dobrine, kar lahko traja nekaj časa - tudi nekaj dni.

### Bitke
Igralci lahko sodelujejo v bitkah, kjer napadejo druge vasi in s tem pridobijo razne dobrine, napredujejo v višje nivoje, pridobivajo "zvezde" (50% podrte vasi je 1 zvezda, podrta mestna hiša - Town Hall je 1 zvezda in 1 za 100% podrtje vasi). Ko se jih nabere 5, igralci pridobijo bonus v obliki dobrin.
Pred napadom si je potrebno sestaviti tudi vojsko, ki je lahko sestavljena iz navadnih čet (troops), urokov (spells) in kralja, kraljice ter Grand Wardena (slednje se odklene v višjih nivojih mestne hiše). Čete in uroke se pridobiva z eliksirjem.
Za zmago igralci prav tako pridobijo trofeje, s katerimi napredujejo v višje lige (leagues).

### Gradbenikova vas
Gradbenikova vas (ang. Builder Base) je posebna vas, ki "pripada" enemu gradbeniku (upravlja jo še vedno sam igralec). Strategija igranja je tam podobna, razlikuje se le v nekaterih drugačnih zgradbah in načinu bojevanja (ko igralec želi začeti bitko, mu igra poišče nasprotnika in oba istočasno napadeta drug drugega). Glavna zgradba je tu prav tako mestna hiša, ki se jo lahko nadgrajuje in s tem odklepa razne zgradbe. V tej vasi imajo igralci tudi trofeje, vendar so te hranjene posebej od tistih v glavni vasi.

### Čete
Igra vsebuje sledeče čete, ki jih igralci lahko uporabijo pri obrambi ali napadih:
- Barbari (barbarians)
- Lokostrelke (archers)
- Velikani (giants)
- Goblini (goblins)
- Uničevalci zidov (wall breakers)
- Zdravljilci (healers)
- Baloni
- Zmaji
- Čarovniki
- P.E.K.K.A.
- Kralj (Barbarian King)
- Kraljica (Archer Queen)
- Minioni
- Jahači merjascev (hog riders)
- Valkire
- Golemi
- Vešče
- Lavahoundi
- Mali zmaji
- Kegljači
- Rudarji
- Grand Warden

### Skupnosti
Igralci so lahko člani skupnosti (clans), ki lahko vsebujejo do 50 članov. V skupnostih si lahko donirajo čete in uroke, sodelujejo v prijateljskih bitkah ali sodelujejo v vojnah (wars) proti drugim skupnostim. 
Pogoj za pridružitev skupnosti je Clan Castle, zgradba, ki jo igralci lahko zgradijo za 10.000 zlata.